# Iprazochrome
Iprazochrom là một chất chống đau nửa đầu. Nó là một chất đối kháng serotonin.